# Thomas Corneliussen
Thomas L. Corneliussen (født 16. marts 1972) er en dansk skuespiller.
Corneliussen er uddannet fra Statens Teaterskole i 2001 og har siden efteruddannet sig som sceneinstruktør. Stifter af teater ensemblet Flyvende Grise. Corneliussen har medvirket i over 30 professionelle teaterforestillinger. Tildelt Reumerts Talentpris 2002 for sin præstation i monologen "Filth" produceret af Flyvende Grise i samarbejde med Jomfru Ane Teatret. Var sammen med Flyvende Grise Reumertnomineret i 2004 til Årets Store Lille Forestilling med monologen ”Kærlighed”, produceret af Flyvende Grise i samarbejde med Kaleidoskop Teatret. Corneliussen medvirkede som en af hovedrollerne i ”Dyrene i hakkebakkeskoven”, Teater V, 2010 (Vinder af Børneteaterprisen samme år). Medvirkede i ”Forbrydelse & Straf”, på Det Kongelige Teater i 2010/11 - forestillingen var Reumertnomineret til Årets forestilling. Vandt sammen med Flyvende Grise Årets Reumert med monologen ”Historien om alt" produceret af Flyvende Grise, 2010+11 i samarbejde med Jomfru Ane Teatret.
Sammen med forsker Kristian Moltke Martiny fra Institut for Medier, Erkendelse og Formidling, Københavns Universitet, står Thomas Corneliussen bag Stages of Science. Stages of Science arbejde med en nyskabende hybrid mellem scenisk formidling og klassisk forskning. Med pilotudgaven af HUMAN AFVIKLING (vist 21. september 2014 på Det Kongelige Teaters Gamle Scene) lykkedes det Thomas Corneliussen og Kristian Moltke Martiny at skabe en ny og selvstændig forsknings- og formidlingsform, som de kalder Open Staged Science.

## Udvalgt filmografi
- Olsen-banden Junior (2001)
- Den Rette Ånd (2005)
- Nordkraft (2005)
- Krokodillerne (2009)

### Tv-serier
- Rejseholdet (2000-2003)
- Livvagterne (2010)
- Klovn (Sæson 5, afsnit 6)

## Eksterne links
- Thomas Corneliussen på Internet Movie Database (engelsk)
- Thomas Corneliussen på Filmdatabasen
- Thomas Corneliussen på danskefilm.dk
- Thomas Corneliussen på danskfilmogtv.dk
- Thomas Corneliussen på Scope
- Thomas Corneliussen på AlloCiné (fransk)
- Thomas Corneliussen på The Movie Database (engelsk)
- Thomas Corneliussen på danskefilmstemmer.dk
- Thomas Corneliussens hjemmeside

|  | Artiklen om skuespilleren Thomas Corneliussen kan blive bedre, hvis der indsættes et (bedre) billede. Du kan hjælpe ved at uploade et godt billede til Wikimedia Commons iht. de tilladte licenser og indsætte det i artiklen. Eller du kan søge efter eksisterende filer på Wikimedia Commons eller på Flickr - fx med værktøjet Free Image Search Tool. |